# Kościół św. Mikołaja w Halmstad
Kościół św. Mikołaja (szw. Sankt Nikolai kyrka) – luterańska świątynia znajdująca się w szwedzkim mieście Halmstad. Siedziba parafii Halmstad.

## Historia
Pierwsza wzmianka o świątyni pod wezwaniem św. Mikołaja, patrona marynarzy, pochodzi z 1432 roku. Obecny budynek wzniesiono prawdopodobnie pod koniec XV wieku. Był jedną z nielicznych budowli, która pamięta czasy sprzed wielkiego pożaru miasta w 1619 roku. W wyniku płomieni zniszczona została wieża i dach. Kościół przebudowano w latach 1757–1760 i 1869–1872 oraz wyremontowano w latach 1938–1941.

## Architektura
Świątynia gotycko-neogotycka, trójnawowa. Nawa główna zakończona jest absydą otoczoną obejściem. Może pomieścić 600 osób. Witraże wykonał Erik Olson.
Organy na emporze wykonało w roku 2003 przedsiębiorstwo Pels & Van Leeuwen z ’s-Hertogenbosch. Składają się z 54 głosów i 3714 piszczałek. Zastąpiły one starszy instrument z 1939 roku, oddano je do użytku 21 września 2003. Drugie, 19-głosowe organy, ustawiono przy ołtarzu. Powstały w 1978 roku w warsztacie Åkerman & Lund Orgelbyggeri w Knivście. Prócz tego w kościele stoi klawesyn z 1992 i fortepian z 1997.
Na wieży kościoła wiszą trzy dzwony, czwarty stoi w kruchcie. Dane dzwonów na wieży:
| Ton  | Waga    | Rok odlania | Miejsce odlania |
| ---- | ------- | ----------- | --------------- |
| c'   | 2530 kg | 1940        | Sztokholm       |
| dis' | 1123 kg | 1843        | Jönköping       |
| f'   | 1020 kg | 1939        | Sztokholm       |

## Galeria

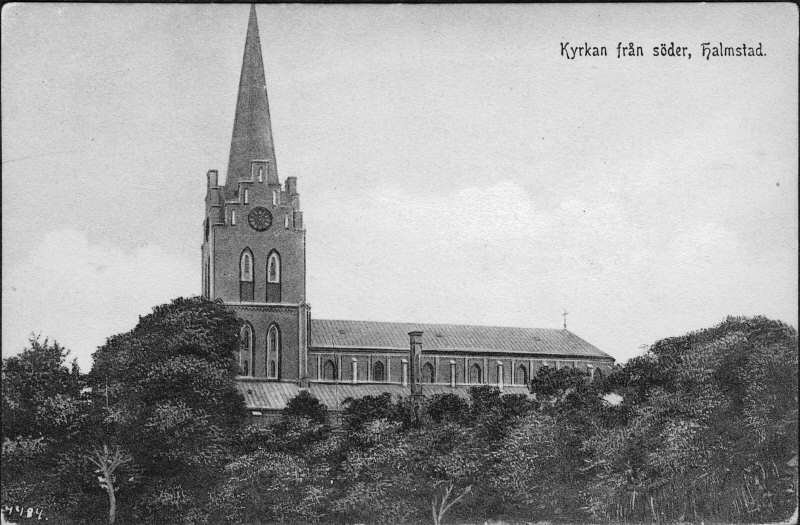
Widok historyczny
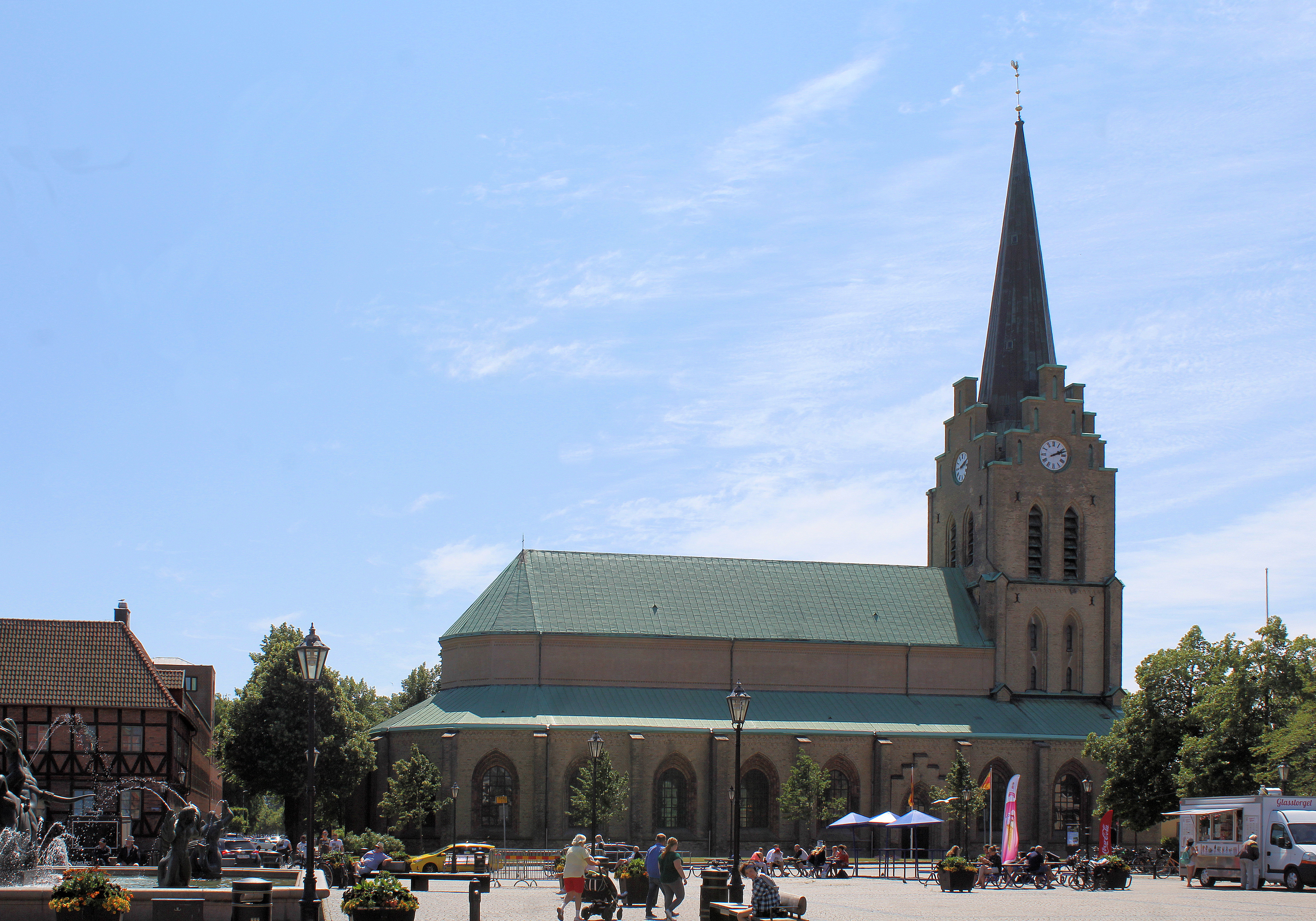
Widok z północnego wschodu
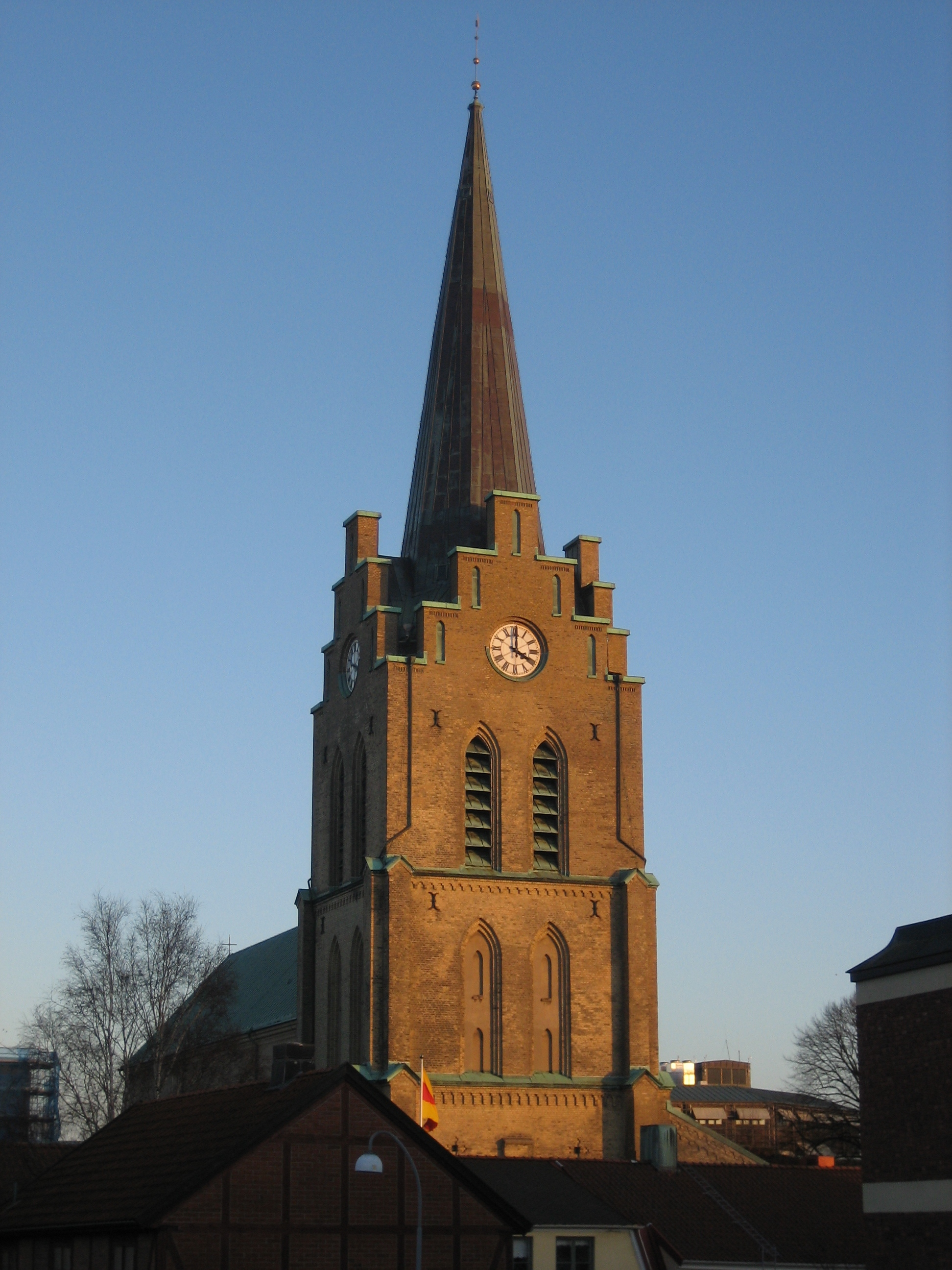
Wieża
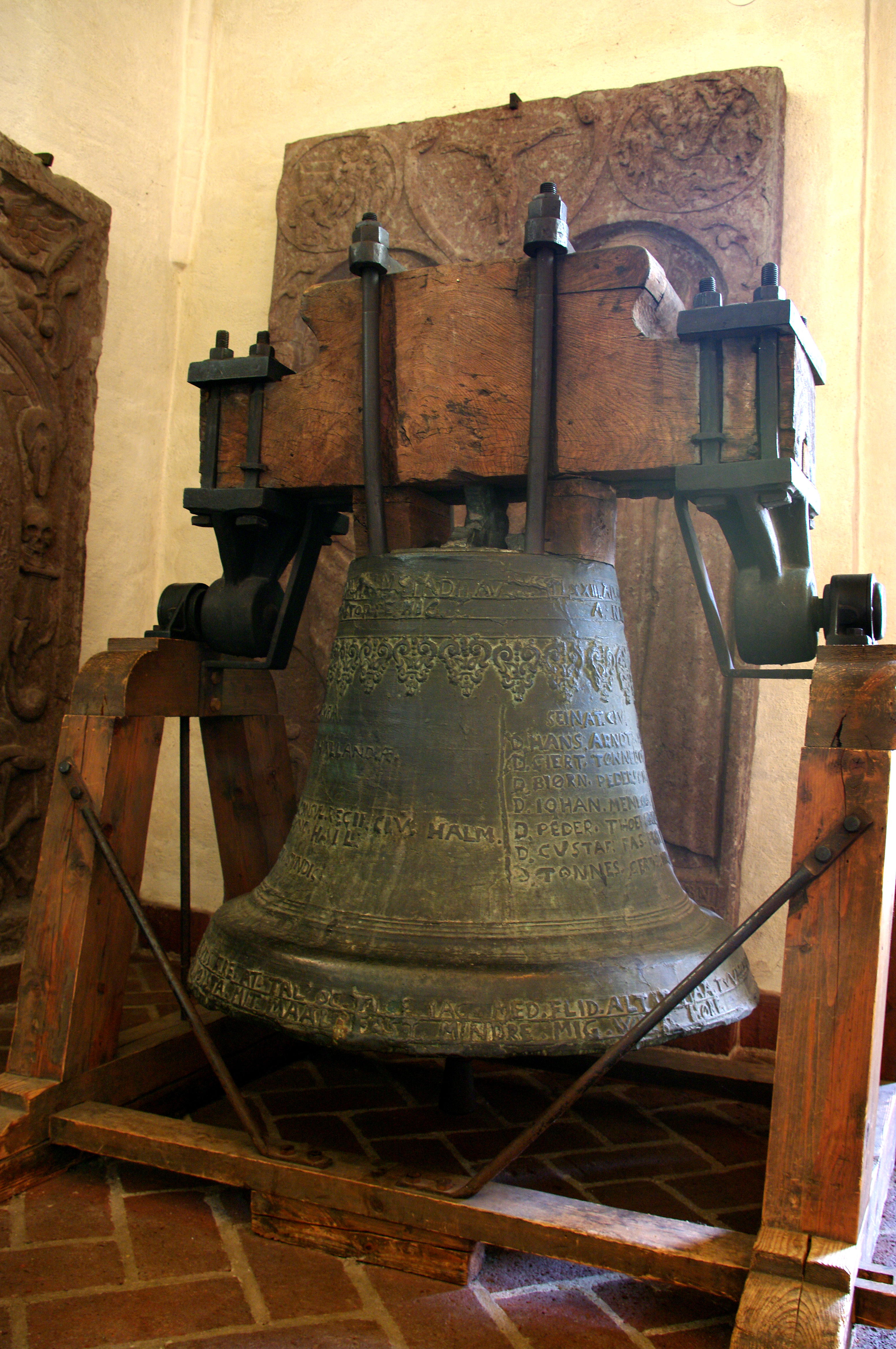
Dzwon w kruchcie
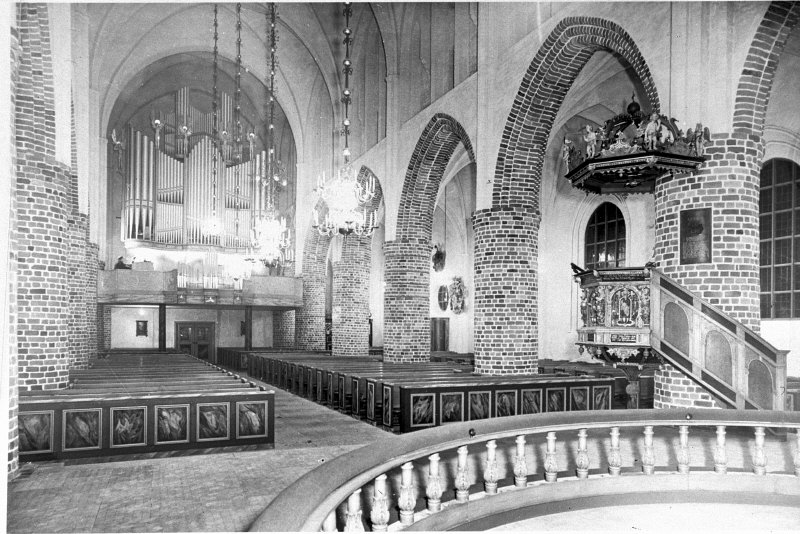
Wnętrze w 1941
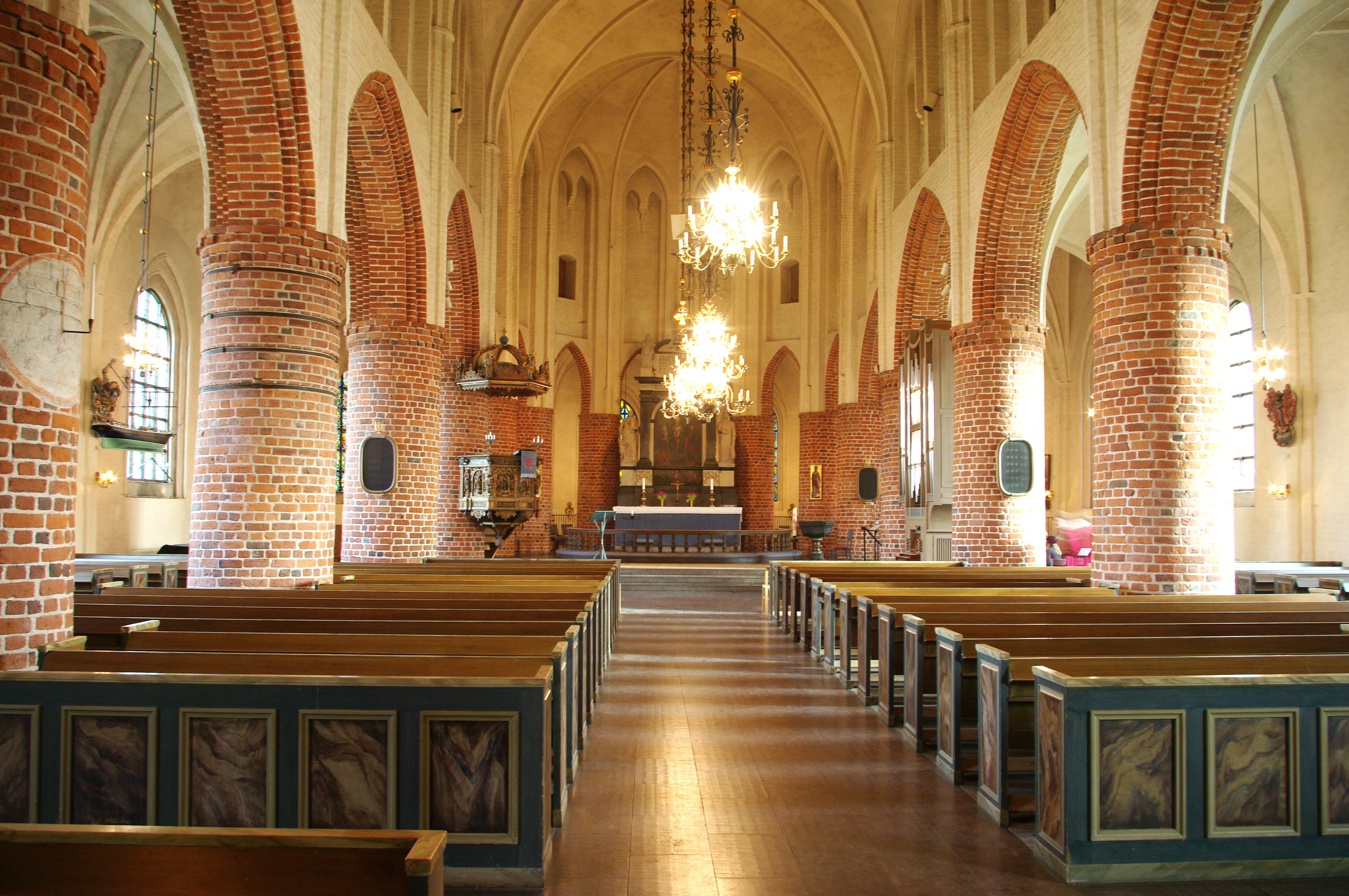
Wnętrze współcześnie
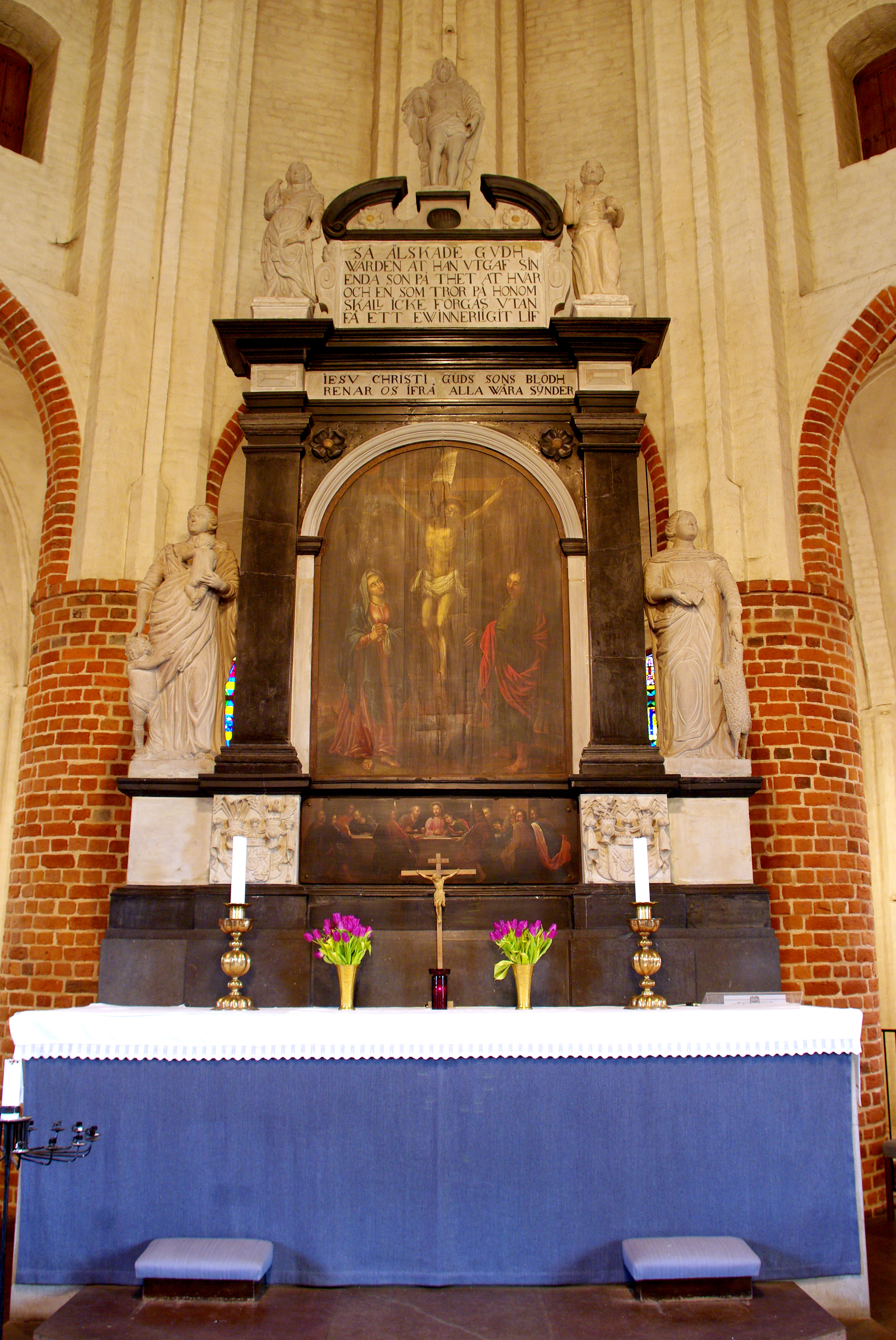
Ołtarz
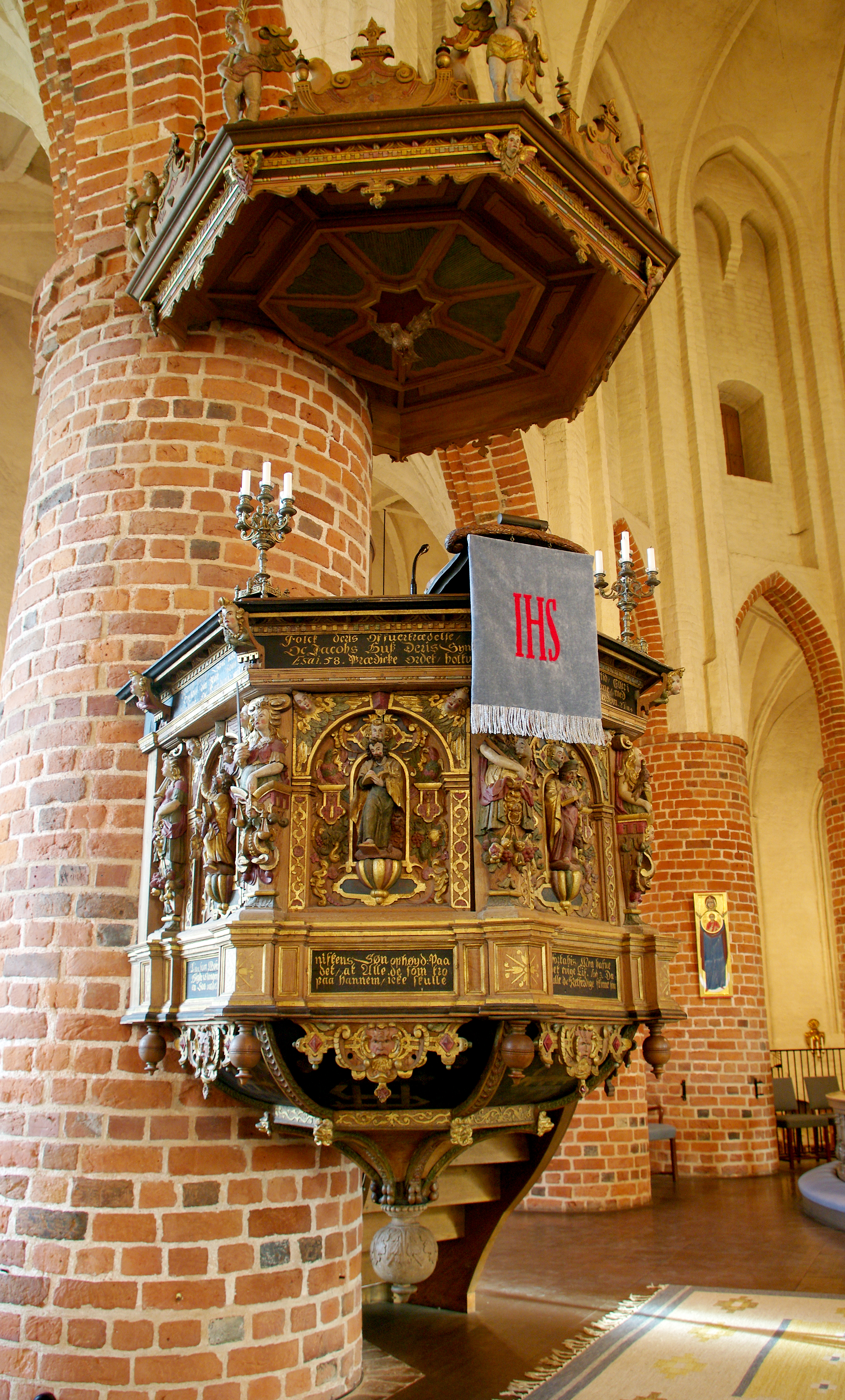
Ambona
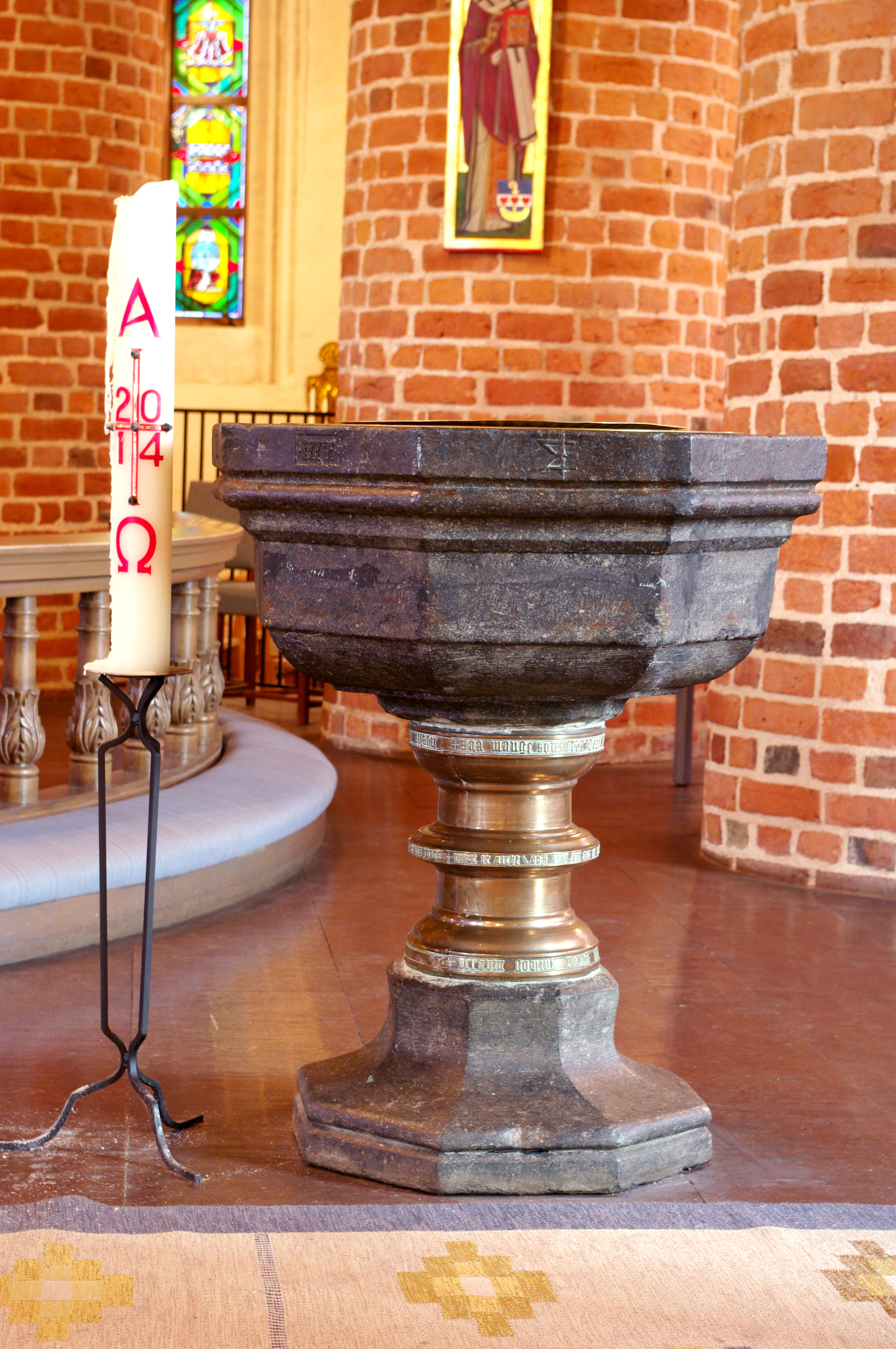
Chrzcielnica
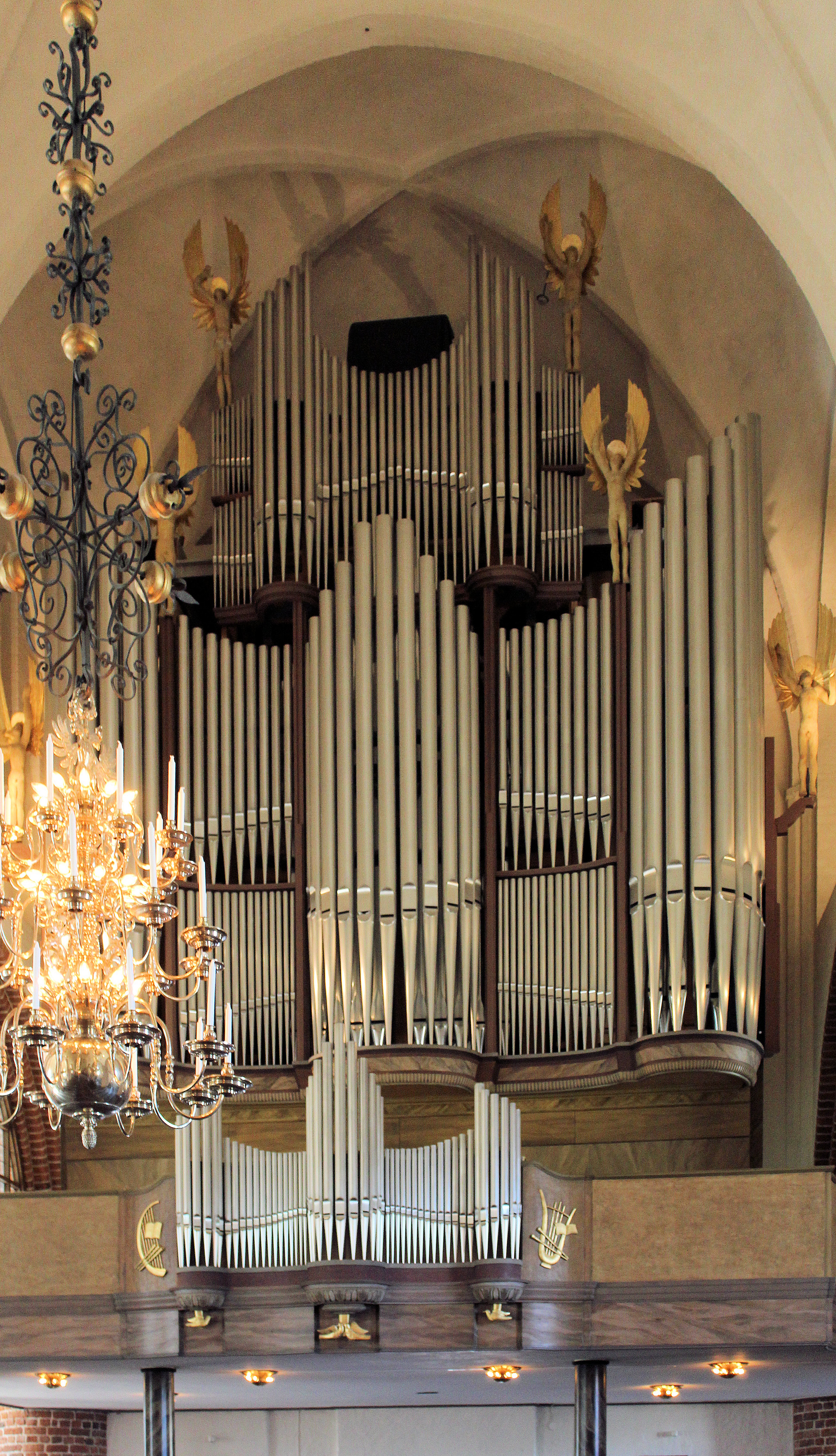
Organy na emporze
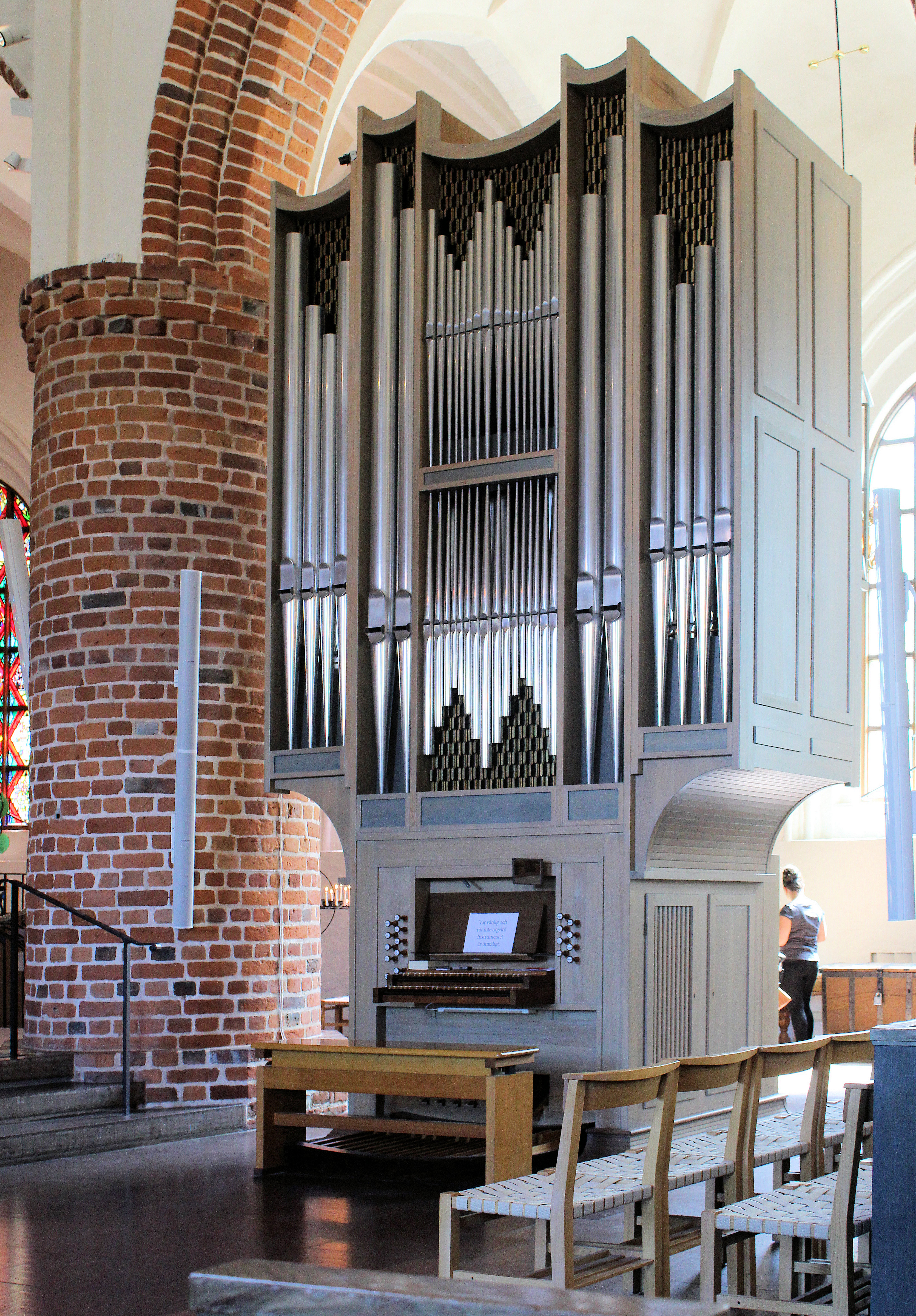
Organy przy ołtarzu
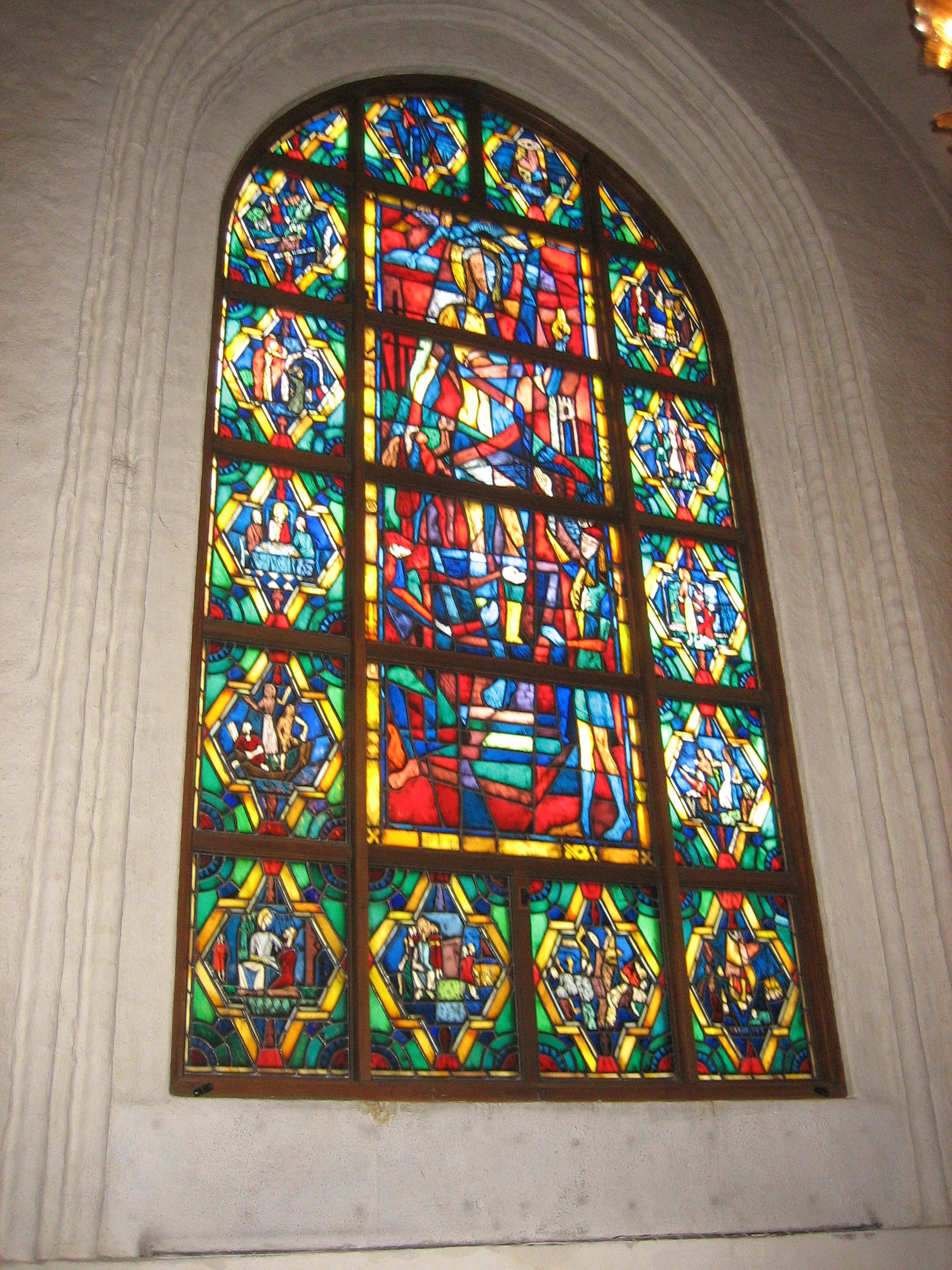
Witraż